# Baltik
Baltik je višeznačni termin koji se koristi za označavanje arbitrarne regije povezane s Baltičkim morem. Termin Balticum (ili Baltikum) ima preciznije značenje ali nije jednako uobičajen u hrvatskom jeziku.

## Etimologija
Baltik dolazi iz indoeuropskog korijena balt- koji označava bijelo. Dakle, Baltičko more znači Bijelo more. Jednakim korijenom započinje riječ Bjelorusija, također poznata kao Bijela Rusija.

## Značenje i opseg pojma
Ovisno o kontekstu Baltik može označavati:
- današnje pribaltičke države (Estonija, Latvija, Litva) i rusku eksklavu Kaliningrad
- Istočnu Prusiju i povijesne zemlje Livoniju, Kurlandiju i Estoniju (Švedska Estonija i Ruska Estonija)
- geografsko područje koje se sastoji od gornjih zemalja, a ponekad se označava posuđenicom Balticum od njemačkog Baltikum (baltički Nijemci)
- bivšu baltičku provinciju Carske Rusije, tj. gornje zemlje zajedno s Finskom i ponekad Poljskom
- zemlje na (britanskoj) trgovačkoj ruti kroz Baltičko more, tj. gornje zemlje zajedno sa Skandinavskim poluotokom (Švedska i Norveška)
- Baltičkomorske ili baltičke zemlje, gornje zemlje zajedno s Danskom, Njemačkom i Rusijom

## Vanjske poveznice
- Informacijski centar za Baltičko more